# 阿里站
阿里站（音素換寫：[S̄t̄hānī xārīy̒] 错误：{{Transl}}：拉丁字母轉寫第 15 個字元「̒」不是拉丁字母。（帮助），皇家轉寫：Sathani Ari，發音：[sā.tʰǎː.nīː ʔāː.rīː]）位於泰國首都曼谷披耶泰縣拍鳳裕庭路，為曼谷BTS素坤逸線上的一座車站，車站編號為N5。

## 鄰近地點
- Ebina House旅社
- 披耶泰縣署
- 打靶場郵政局（Sanam Pao Post Office）

## 外部連結
- 曼谷集體運輸系統（架空電車）的官方網站